# نانسی کیسینجر
نانسی شارون کیسینجر (متولد ۱۳ آوریل ۱۹۳۴) یک بشردوست و اجتماعی آمریکایی و بیوه وزیر امور خارجه سابق آمریکا هنری کیسینجر است. این زوج در ۳۰ مارس ۱۹۷۴ در آرلینگتون ویرجینیا ازدواج کردند.

## زندگی و شغل

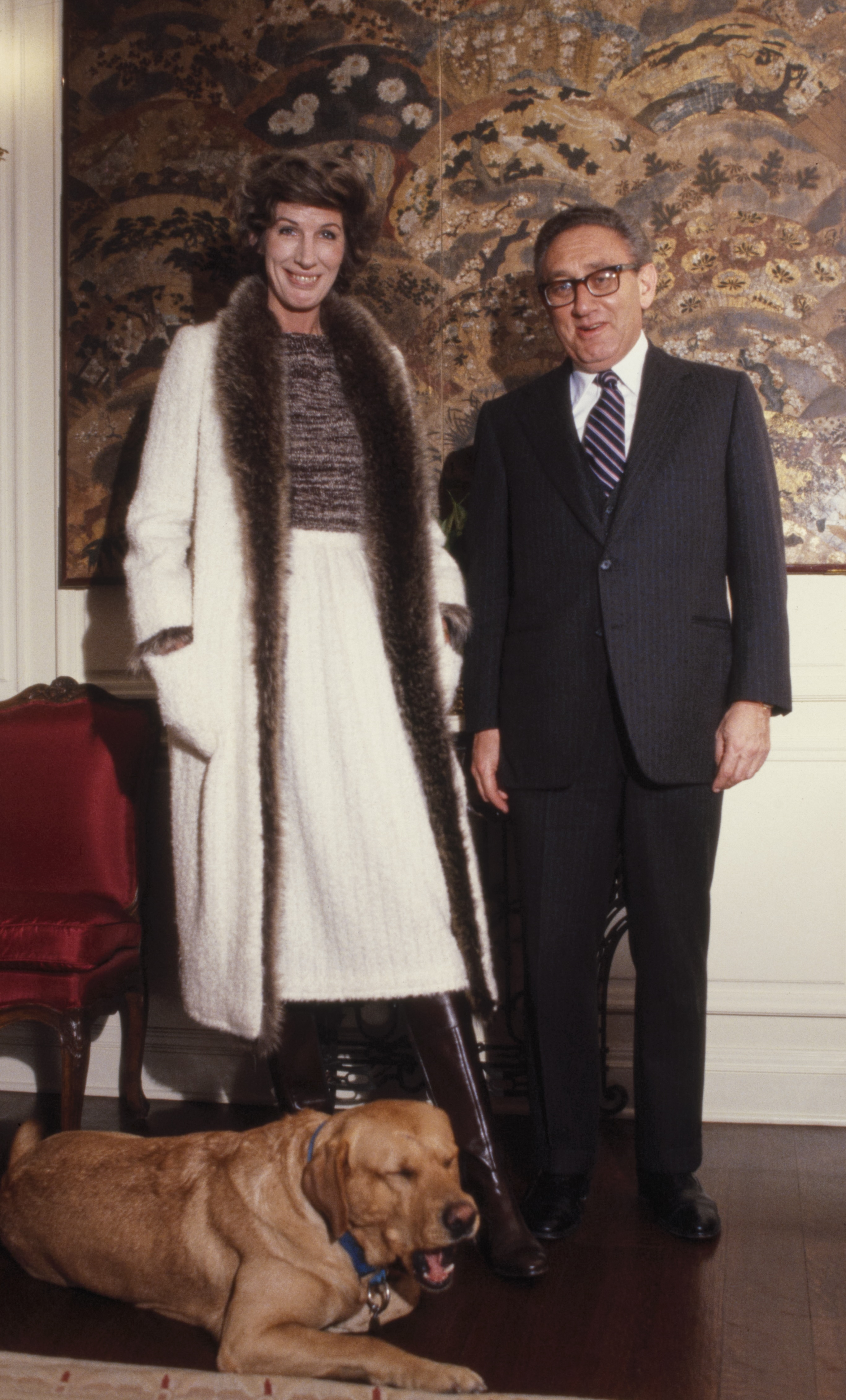
نانسی و همسرش(هنری کیسینجر) در آپارتمانشان در نیویورک با سگشان تایلر، سال ۱۹۷۸

نانسی مگینز در منهتن به دنیا آمد و در وایت پلینز، نیویورک بزرگ شد. او در مدرسه کارشناسی ارشد در دابز فری، نیویورک شرکت کرد. پدر و مادر او اگنس (متولد مک کینلی) و آلبرت بریستول مگینز، یک وکیل و بازیکن فوتبال ثروتمند بودند. او مدرک کارشناسی تاریخ را در سال ۱۹۵۵ از کالج Mount Holyoke دریافت کرد.
قبل از ازدواج، او دستیار طولانی مدت نلسون راکفلر، فرماندار نیویورک بود که در سال ۱۹۶۴ توسط کیسینجر، استاد دانشگاه هاروارد، جایی که او دانشجو بود، به او توصیه کرد. اولین کار او به عنوان محقق کیسینجر در گروه ضربت راکفلر بود. پس از پایان کار گروه ضربت، او به کار برای راکفلر در صندوق برادران راکفلر ادامه داد. او بعداً مدیر مطالعات بین‌المللی کمیسیون راکفلر در مورد انتخاب‌های انتقادی برای آمریکایی‌ها شد.